# Доњи Бразиј (Прахова)
Доњи Бразиј (рум. Brazii de Jos) насеље је у Румунији у округу Прахова у општини Брази. Oпштина се налази на надморској висини од 126 m.

## Становништво
Према подацима из 2002. године у насељу је живело 725 становника, од којих су сви румунске националности.